# Lycaena subobsoleta
Lycaena subobsoleta är en fjärilsart som beskrevs av Tutt 1906. Lycaena subobsoleta ingår i släktet Lycaena och familjen juvelvingar. Inga underarter finns listade i Catalogue of Life.